# Georg Brandt
Georg Brandt (n. 21 iulie 1694, Skinnskatteberg, Comitatul Västmanland, Suedia – d. 29 aprilie 1768, Stockholm, Suedia) a fost un chimist suedez, care a descoperit și numit elementul chimic cobalt.
În anul 1727 Georg Brandt a fost numit directorul laboratorului de chimie al instituției Bergskollegium din Stockholm, iar în 1730 directorul monetăriei regale. Cinci ani mai târziu, în anul 1735, descoperă și numește elementul cobalt. Printre altele, el realizează cercetări cu privire la stibiu, bismut, mercur și zinc. Dezvoltă metode pentru fabricarea de acid clorhidric, acid azotic și acid sulfuric, metode pe care le va publica în 1741 și 1743.